# Емил фон Йотинген-Шпилберг
Емил Франц Нотгер фон Йотинген-Йотинген и Йотинген-Шпилберг (на немски: Emil Franz Notger Fürst zu Oettingen-Oettingen u Oettingen-Spielberg; * 31 май 1850 в Мюнхен; † 27 май 1919 в Мюнхен) е от 1916 г. г. княз на Йотинген-Йотинген и Йотинген-Шпилберг.
Той е малкият син на княз Ото Карл фон Йотинген-Йотинген и Йотинген-Шпилберг (1815 – 1882) и графиня Георгина фон Кьонигсег-Аулендорф (1825 – 1877), дъщеря на граф Франц Ксавер Карл фон Кьонигсег-Аулендорф († 1863) и графиня Мария Йозефа Кароли де Наги-Кароли (1793 – 1848).
Емил наследява княжеската титла на 14 януари 1916 г. от по-големия си брат Франц Албрехт фон Йотинген-Йотинген и Йотинген-Шпилберг (1847 – 1916).
Емил фон Йотинген-Йотинген и Йотинген-Шпилберг умира на 69 години на 27 май 1919 г. в Мюнхен.

## Фамилия
Емил фон Йотинген-Йотинген и Йотинген-Шпилберг се жени на 29 април 1878 г. във Виена за графиня Мария Анна Берта Поликсена Франциска Естерхази фон Галанта (* 26 септември 1857, Ксаквар, Унгария; † 20 ноември 1937, Мюнхен), дъщеря на граф Мориц Миклос Естерхази фон Галанта (1807 – 1890) и принцеса Мария Поликсена Анна Лудмила фон Лобковиц, 'Сестра Игнация' (1830 – 1913). Те имат три деца:
- Ото Йозеф Мария Алойзиус Францискус Нотгер фон Йотинген-Йотинген и Йотинген-Шпилберг (* 9 март 1879, дворец Кройт; † 16 февруари 1952, Йотинген), княз, женен на 31 юли 1906 г. в Донцдорф за графиня Габриела Сара Ернестина Мария фон Рехберг-Ротенльовен-Хоенрехберг (* 14 ноември 1883, Вайсенщайн; † 2 октомври 1966, Мюнхен); имат шест деца
- Феликс фон Канталице Мориц Алойз Гонзага Йохан Непомук Филип фон Нери Георг Мария Нотгер фон Йотинген-Йотинген и Йотинген-Шпилберг (* 23 ноември 1881, дворец Кройт; † 3 септември 1961, Инголщад), принц, неженен
- Мария Франциска Романа Георгина Елизабет Терезия Валбурга Нотгера фон Йотинген-Йотинген и Йотинген-Шпилберг (* 28 септември 1884, Кройт; † 25 март 1931, Мюнхен), омъжена на 21 ноември 1903 г. в Мюнхен за граф Теодор Алфред Францискус Хубертус Баселет де Ла Розее (* 22 октомври 1875, Изарек; † 7 юни 1938, Изарек)